# Externalismo semántico
En filosofía del lenguaje, el externalismo semántico es el nombre que se suele dar a la teoría del filósofo Hilary Putnam sobre el significado de los términos que designan especies naturales, contrario al internalismo semántico. Esta visión propone que el significado de un término está determinado, en su totalidad o en parte, por factores externos al hablante. Según Putnam, no podemos aceptar al mismo tiempo que conocer el significado de un término, así como estar en un determinado estado psicológico y que el significado de un término determine su extensión. Para resolver este conflicto, Putnam abandona la primera tesis. Así, según Putnam, conocer el significado de un término no es estar en un determinado estado psicológico.
Putnam llega a este resultado a través del experimento mental de la Tierra Gemela. En este experimento se presentan dos sujetos cuyos estados físicos internos son indistinguibles, aunque utilicen la misma palabra con diferentes significados. Parece que esta posibilidad solo puede explicarse mediante el externalismo semántico: el estado psicológico del sujeto, considerado aisladamente del entorno, no determina el significado de los términos que utiliza. Lo que lo hace es la relación del sujeto con el ambiente que resulta efectivo en el uso del lenguaje.